# Listă de premii SF
Genul literar science fiction are un număr de premii de recunoaștere pentru autori, editori și ilustratori. Premiile se acordă de obicei anual. 

## Premii internaționale
- Premiul Hugo - din 1955
- Premiul Nebula - din 1965
- Premiul Memorial Edward E. Smith (the Skylark) - din 1966
- Premiul BSFA - din 1970
- Premiul Seiun - din 1970
- Premiul Locus - din 1971
- Premiul Saturn - film și serial SF - din 1972
- Premiul Memorial John W. Campbell - pentru cel mai bun roman science fiction - din 1973
- Premiul Rhysling Award - pentru cea mai bună poezie science fiction, acordat de Science Fiction Poetry Association - din 1978
- Premiul Philip K. Dick - din 1982
- Premiul Arthur C. Clarke - din 1987
- Premiul Theodore Sturgeon - din 1987

## Premii specific naționale
- Premiul Aurealis - premiu australian
- Premiul Aurora - premiu canadian de science fiction
- Premiul Chandler - premiu australian de Science fiction
- Premiul The Constellation Awards - pentru cel mai bun film SF/fantezie sau serial de televiziune realizat în Canada
- Premiul Ditmar - premiu australian
- Premiul Endeavour- pentru autorii din N-V Pacificului
- Premiul Janusz A. Zajdel - în Polonia
- Premiul Nautilus - Polonia
- Premiul Paul Harland - Olanda
- Premiul Prix Tour-Apollo - Franța din 1972
- Premiul SFERA -acodrat de societatea SFera (Croația)
- Premiul Sir Julius Vogel - Noua Zeelandă
- Premiul Tähtivaeltaja Award - Finlanda
- Premiul Urania - Italia
- Premiul Galaxia(银河奖) - acordat de revista chineză Science Fiction World
- Premiul SRSFF - România
- Premiile Vladimir Colin - România

## Premii tematice
- Premiul Prometheus -cele mai bune libertarian SF - din 1979
- Premiul Lambda Literary - din 1988
- Premiul Tiptree - din 1991
- Premiul Sidewise pentru o Istorie Alternativă - din 1995
- Premiul Gaylactic Spectrum - din 1999
- Premiul Geffen - Premiu israelian - din 1999

## Noi artiști / primele lucrări
- Writers of the Future - concurs pentru noi autori
- Premiul Jack Gaughan pentru cel mai bun nou autor
- Premiul John W. Campbell - pentru cel mai bun scriitor
- Premiul Compton Crook pentru cel mai bun roman science fiction apărut pentru prima dată într-un anumit an.

## Premii pentru întreaga carieră
- Damon Knight Memorial Grand Master Award - în asociere cu Nebula

## Vezi și
- Premiul Balrog
- Premiile Dragon
- Premiul Jupiter (științifico-fantastic)